# Educação na Eritreia

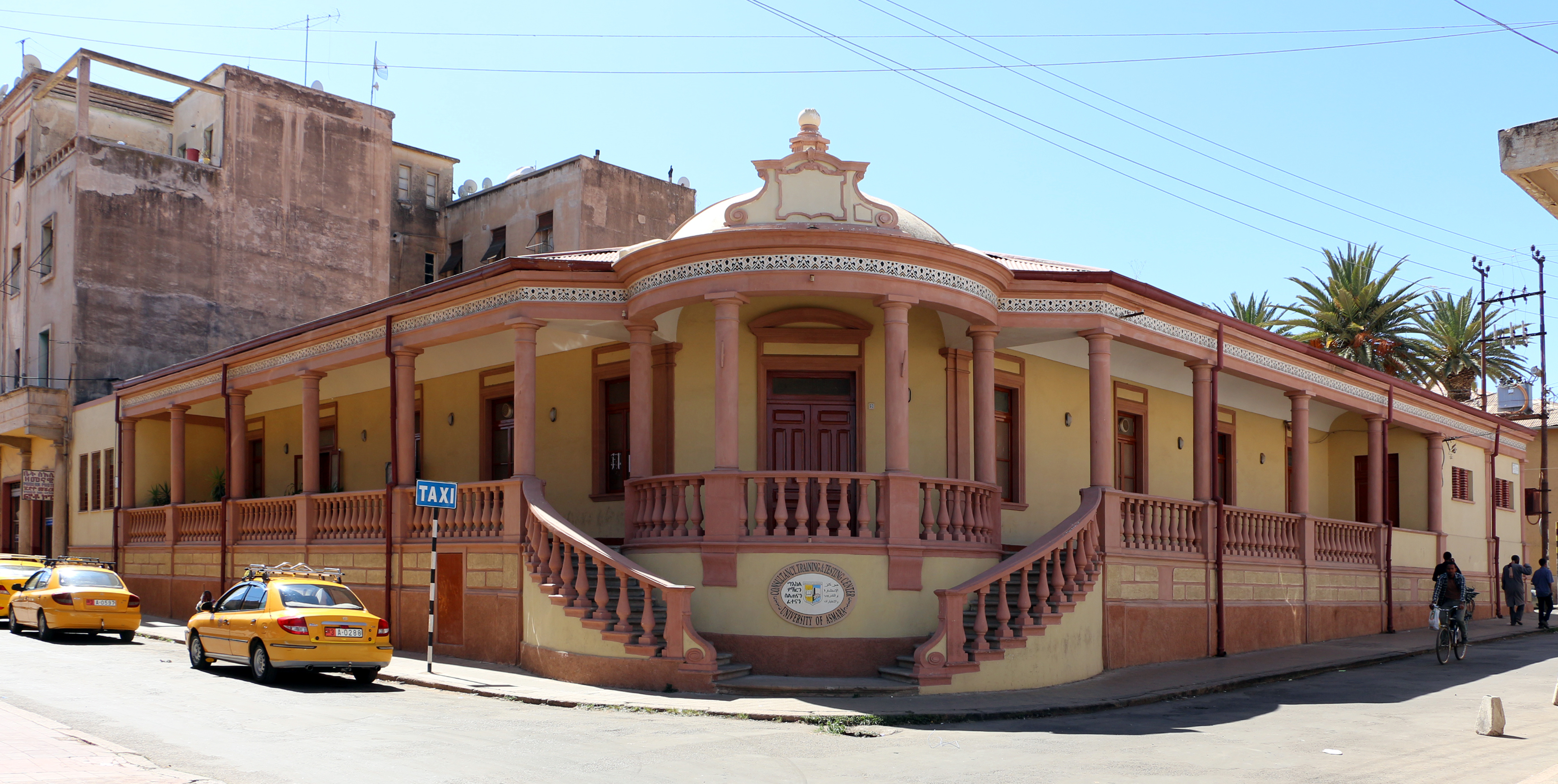
Asmara, centro de treinamento universitário

A educação na Eritreia é oficialmente obrigatória entre 7 e 16 anos de idade.  Os objetivos importantes da política educacional da Eritreia são fornecer educação básica em cada uma das línguas maternas do país, bem como produzir uma sociedade que esteja equipada com as competências necessárias para funcionar com uma cultura de auto-suficiência na economia moderna.  Atualmente, a infraestrutura educacional é inadequada para atender a essas necessidades. 

## História
As primeiras escolas na Eritréia foram as dos missionários católicos, mas em 1902 foram oficialmente criadas pelo governo italiano as duas primeiras escolas primárias da Eritréia italiana, com dois professores da Itália: o primeiro e principal em Asmara e o segundo em Cheren. Durante os tempos coloniais a maioria dos estudantes eram italianos, mas após a 2ª Guerra Mundial o número de estudantes eritreus aumentou: em 1956 eles eram 17% dos estudantes (enquanto os italianos eram 83%), enquanto em 2015 eles eram quase todos. A instituição de mais alto nível (na década de 1930) foi o Liceu Italiano "Ferdinando Martini", na capital da Eritreia, que foi fundada em 1926.  B. D'Ambrosio
 Inicialmente, havia apenas algumas escolas religiosas na Eritreia, mas com os governos italianos foram iniciados os primeiros sistemas escolares no país, principalmente durante o final da década de 1930 (quando foi estabelecida a Província da Eritréia).  Em 1940, o Dr. Vincenzo Di Meglio promoveu a criação da "Escola de Medicina" em Asmara (a primeira instituição universitária na Eritreia, localizada inicialmente no Liceo Martini ), sob a direção do Prof.  Ferro Luzzi  . 
 Em 1940, um grupo de médicos italianos sob a liderança do Dr. Vincenzo Di Meglio promoveu a criação de estudos universitários em Asmara e em 1941 eles criaram a "Scuola di Medicina" (usando uma seção do Liceo Martini), ligada ao Hospital Asmara (então chamado "Regina Elena"). Foi a primeira instituição universitária da Eritreia e destinada à preparação de estudantes para a Faculdade de Medicina da Universidade de Roma.  Silvia Nocchi 
 Depois da Segunda Guerra Mundial foi criada a primeira universidade em Asmara.  Esta universidade foi fundada em 1958, embora com um nome diferente como Collegio Cattolico della Santa Famiglia, enquanto governada pela organização religiosa italiana chamada 'Piae Madres Nigritiae' ("Irmãs Combonianas"), em 1964 a universidade foi renomeada como "Universidade de Asmara ". 
Nos anos 90, a Eritreia independente iniciou um programa alfabetizar todas as crianças do país.  Desde então, o sistema escolar atingiu quase 90% dos jovens eritreus . 

## Níveis de educação

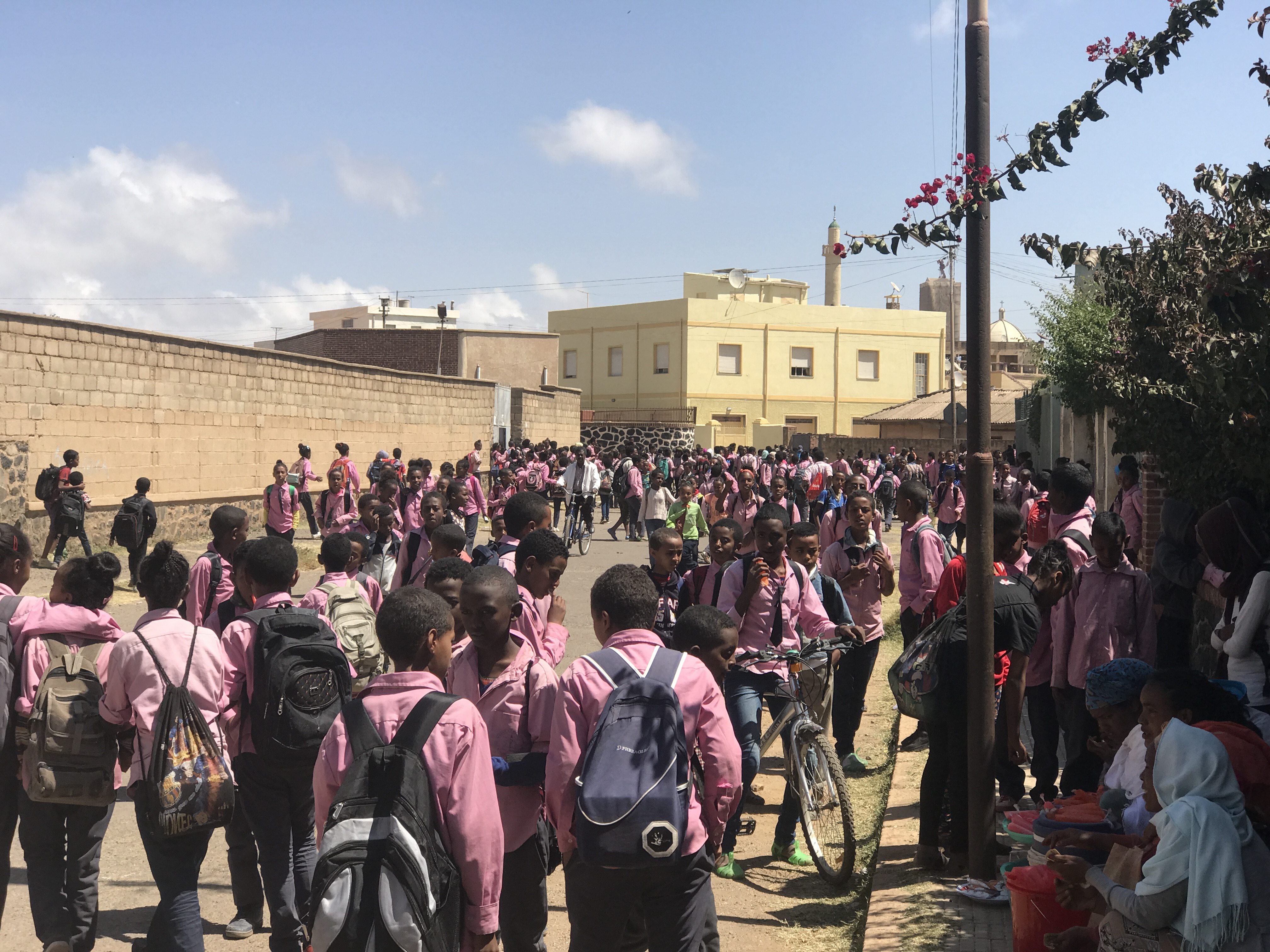
Alunos de uniforme

Existem cinco níveis de educação na Eritreia, pré-primária, primária, média, secundária e terciária.  Existem quase 238.000 estudantes nos níveis primário, médio e secundário de educação.  Existem aproximadamente 824 escolas na Eritreia e duas universidades, a Universidade de Asmara (UdA) e o Instituto de Tecnologia da Eritréia (ITE), além de várias faculdades menores e escolas técnicas. 
Os atuais centros de ensino superior na Eritreia incluem o Colégio de Biologia Marinha, a Faculdade de Agricultura, o Colégio de Artes e Ciências Sociais, o Colégio de Negócios e Economia, a Escola de Enfermagem e Tecnologia da Saúde, bem como ITE e UdA.  Existem algumas grandes escolas primárias e secundárias como Mai-Tesfa, Awet e Model 
O sistema educativo da Eritreia destina-se também a promover a escolarização pelo setor privado, igualdade de acesso para todos os grupos (ou seja, prevenir a discriminação de género, prevenir a discriminação étnica, prevenir discriminação de classe, etc.) e promover a educação continuada através de sistemas formais e informais. 
As barreiras para a educação incluem tabus tradicionais, taxas escolares (para registro e materiais) e as barreiras de custo das famílias de baixa renda.

## Estatísticas
As estatísticas sugerem que entre 39 e 57% das crianças em idade escolar frequentam a escola primária e 21% frequentam a escola secundária.  As proporções aluno-professor são altas: 45 para 1 no nível elementar e 54 para 1 no nível secundário.  Há uma média de 63 alunos por sala de aula no nível elementar e 97 por sala de aula no nível secundário.  As horas de aprendizagem na escola são geralmente inferiores a quatro horas por dia.  A escassez de habilidades está presente em todos os níveis do sistema educacional, e o financiamento e o acesso à educação variam significativamente de acordo com o gênero (com taxas de desistência muito maiores para as meninas) e localização  
A taxa global de alfabetização na Eritreia é estimada em cerca de 67,8%, com jovens adultos entre 15 e 24 anos, 89% alfabetizados.   "O Ministério da Educação planeja estabelecer uma universidade em todas as regiões no futuro."  